# 蒙蒂桑
蒙蒂桑（法語：Montussan，法語發音：[mɔ̃tysɑ̃]）是法国吉伦特省的一个市镇，属于波尔多区。

## 地理
蒙蒂桑（44°52'54"N, 0°25'43"W）面积8.3 平方千米，位于法国新阿基坦大区吉倫特省，该省份为法国西南部沿海省份，是法國本土面积最大的省，北起滨海夏朗德省，西临大西洋，南至朗德省，东南接洛特-加龍省，东临多爾多涅省。
与蒙蒂桑接壤的市镇（或旧市镇、城区）包括：圣卢贝斯、蓬皮尼亚克、贝沙克和卡约、圣叙尔皮斯和卡梅拉克、伊夫拉克。

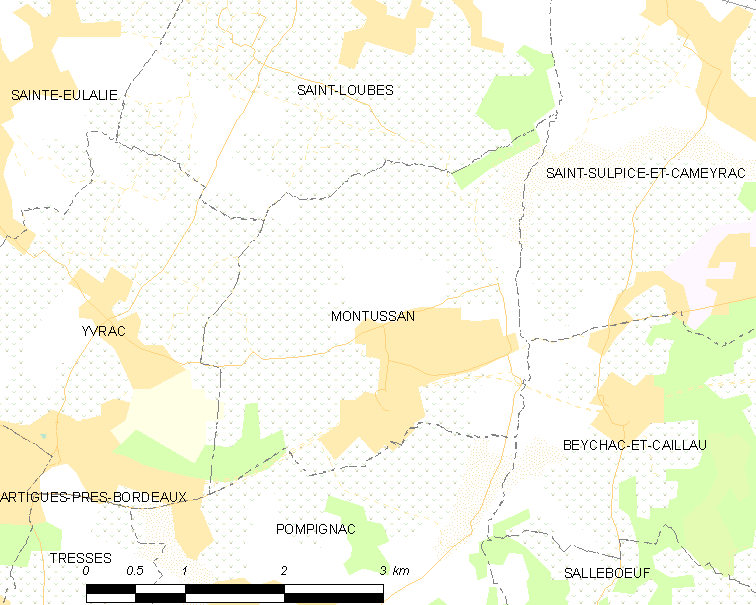
蒙蒂桑的OSM定位图

蒙蒂桑的时区为UTC+01:00、UTC+02:00（夏令时）。

## 行政
蒙蒂桑的邮政编码为33450，INSEE市镇编码为33293。

## 政治
蒙蒂桑所属的省级选区为洛尔蒙县。

## 人口

1962-2008年间蒙蒂桑人口变化图示

蒙蒂桑于2022年1月1日时的人口数量为3506人。